# Konfuciův chrám (Čchü-fu)
Konfuciův chrám v čínském městě Čchü-fu (provincie Šan-tung) patří k nejvýznamnějším a největším Konfuciovým chrámům, tedy budovám k uctění čínského filozofa Konfucia. Jeho význam spočívá v tom, že se právě v Čchü-fu Konfucius dle tradice narodil. Chrám i s ostatními památkami ve městě (dům rodiny Kongů, kde Konfucius žil, a místní hřbitov, kde je s řadou svých žáků pochován) byl v roce 1994 zapsán na seznam Světového dědictví UNESCO. Areál chrámu zabírá 16 kilometrů čtverečních. Uvnitř chrámu se nachází 460 místností. Hlavní část chrámu se skládá z devíti nádvoří uspořádaných na ose sever-jih, která je dlouhá 1,3 km. Místem uctívání byl původně dům, kde Konfucius žil, již první císař dynastie Chan Kao-cu roku 195 př. n. l. přijel na toto místo obětovat. Roku 611 byl původní dům odstraněn a nahrazen chrámem. V letech 1012 a 1094 byl chrám, za panování dynastie Sung, rozšířen do podoby se třemi sekcemi a čtyřmi nádvořími. Oheň a vandalismus však tento chrám zničily v roce 1214, během vlády dynastie Ťin. Obnoven byl v roce 1302 za dynastie Jüan. Krátce nato, v roce 1331, byl chrám obehnán zdí, podle vzoru císařského paláce v Zakázaném městě. Po další devastaci způsobené požárem v roce 1499 byl chrám konečně obnoven do dnešní podoby vládci dynastie Ming, proto chrám hodně připomíná další mingskou architekturu, dobře známou ze Zakázaného města. V roce 1724 další požár z velké části zničil hlavní sál a některé sochy. Rekonstrukce byla dokončena v roce 1730. Mnoho z tehdy vytvořených soch bylo ale poškozeno a zničeno během komunistické Kulturní revoluce v roce 1966.